# Gas Gas
Gas Gas es un fabricante de motocicletas español, especializado en trial, enduro y quads de Salt, Girona. En 2014 se anunció su fusión con el fabricante de motos de trial OSSA. En noviembre de 2015 es adquirida, en suspensión de pagos, por Torrot. En 2017 cambió su sede social a Zaragoza.  En septiembre de 2019 fue comprada por la empresa austríaca KTM

## Nombre
El nombre de la marca (derivado de una expresión de la jerga motorista que quiere decir «acelerar») a menudo no es comprendido fuera de España, lo que ha provocado que sus creadores en alguna ocasión hayan expresado arrepentimiento por el nombre. Otros han bromeado diciendo que las motos de Gas Gas son tan buenas que las tuvieron que nombrar dos veces. El eslogan «Gas Gas = Fast Fast» (rápido rápido, en inglés) fue usado por el importador de la marca en Estados Unidos entre 1999 y 2002 para intentar que la gente entienda el nombre.

## Historia
Gas Gas nació tras la desaparición de Bultaco por problemas financieros, cuando dos de sus agentes, Narcís Casas y Josep Pibernat, se encontraron con una tienda pero sin producto que vender, así que decidieron embarcarse en un proyecto para fabricar motos de trial para vender en su tienda.
La compañía fabrica y vende motocicletas desde 1985. Es líder mundial en el mercado de las motos de trial y también está en los primeros puestos en el sector de enduro. La marca es conocida por un producto de gran calidad y por su continua investigación y desarrollo técnico. La mayoría de los modelos de Gas Gas siguen siendo fabricados en la fábrica de Salt.
Gas Gas comenzó a fabricar motos de trial en 1985, de enduro y motocross en 1989 y quads en 2002.
En el verano del año 2000 la compañía inició un ambicioso proyecto de ampliación, que incluyeron la construcción de una moderna factoría nueva. Tras cerca de diez meses de trabajo, el 2 de mayo de 2001 la nueva planta abría de forma oficial sus puertas y de su línea principal de montaje salía la primera moto de la nueva era de Gas Gas: una Enducross 250 de dos tiempos.
Desde entonces, la marca ha ido adaptando todos sus departamentos a las nuevas instalaciones, de forma que actualmente la nave de Salt ya funciona prácticamente al cien por cien.
La nueva planta fue edificada sobre una superficie de más de 8.000 metros cuadrados, supuso una inversión cercana a los 5.600.000 euros y da trabajo a 150 personas, la mayoría de las cuales han tenido que superar un curso de adaptación a las nuevas instalaciones, ya que la firma ha sustituido los antiguos bancos de montaje que facilitaban un trabajo manual y personalizado por modernas líneas de ensamblaje que permiten el trabajo en cadena y optimizan recursos y tiempo de elaboración de cada montura, desde los primeros pasos de fabricación hasta el control de calidad del producto final. La adopción de este nuevo sistema de trabajo ha potenciado claramente la fabricación, al permitir producir diariamente entre 70 y 100 unidades, por treinta que se producían en la planta de Fornells de la Selva, anterior ubicación de la factoría. La capacidad anual de fabricación máxima de la nueva sede se estima en 35.000 unidades.
Los 4.000 m² que Gas Gas ocupaba anteriormente en Fornells de la Selva han sido reacondicionados y hoy son la sede del departamento de competición de la marca.

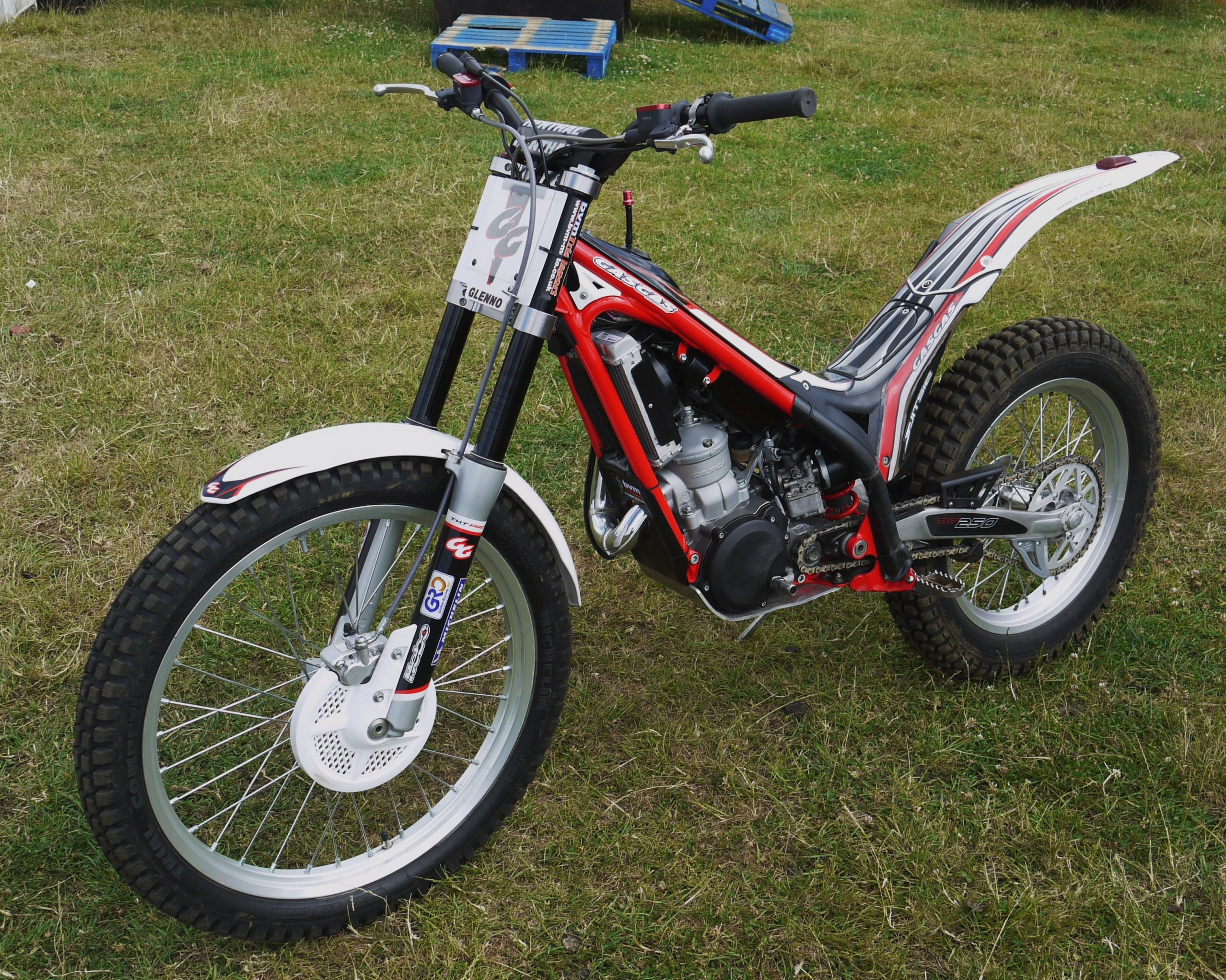
Gas Gas Trial

En 2002 Gas Gas fabricó cerca de 14.000 motocicletas, de las que aproximadamente 10.000 tuvieron como destino la exportación (especialmente a Francia, Gran Bretaña, Italia, Japón, el cono sur americano y Alemania). Cerca del 60% de esta cifra fueron unidades de enduro de dos y cuatro tiempos.
En noviembre de 2015 Torrot Electric Europa SL adquiere la empresa tras entrar esta  en concurso de acreedores. La inversión prevista por los nuevos propietarios es de 13 millones de euros en tres años. Se conservan 55 puestos de trabajo pasando los 34 restantes a una bolsa de trabajo que prevén hacer desaparecer tres años después cuando la plantilla pueda recuperar la dimensión inicial, con una producción anual de 8.000 motos de trial.
En 2017 cambió su sede a Zaragoza debido a la inestabilidad política de Cataluña.

## Campeonatos y corredores
En 1993, Gas Gas logró atraer al múltiple campeón mundial de trial Jordi Tarrés, arrebatándoselo a Beta. Este enseguida empezó a cosechar triunfos con su nueva escudería, al ganar tres campeonatos del mundo de trial consecutivos (1993, 1994 y 1995). Más recientemente, Gas Gas ha ganado el Campeonato del Mundo de Trial al aire libre dos veces (2005 y 2006) con Adam Raga. La marca también ganó el campeonato en pista cubierta en los años en 2003, 2004, 2005 y 2006, también con Raga.
También cabe destacar los diez galardones en el Campeonato de España de trial en el apartado de marcas y dos en pilotos, con el propio Tarrés y Amós Bilbao como protagonistas.
Gas Gas también ha conseguido éxitos del más alto nivel en el Campeonato del Mundo de Enduro, modalidad en la que habían destacado los dos fundadores de la empresa, Narcís Casas y Josep María Pibernat. Paul Edmondson ganó en la categoría de 125 c.c. en 1994 y en la de 250 en 1996; Petteri Silvan, en la de 250 c.c. y en la clasificación general en 1999, y Petri Pohjamo, en 125 c.c. en 2003. En total, fueron siete títulos sumados en el mundial de la especialidad (tres de marcas y cuatro de pilotos con Paul Edmondson y Petteri Silvan). Por otra parte, los triunfos sumados en el Campeonato de España superan la cifra de los treinta.
En 2006, el campeón británico de enduro Wayne Braybrook, a lomos de una Gas Gas, fue uno de los dos corredores que completaron las 80 millas del evento Red Bull Last Man Standing. Los otros 126 corredores no lograron terminar la carrera.
Gas Gas decidió en 2002 iniciar su expansión a dos nuevas modalidades del motociclismo de fuera de pista: motocross y quads.
En total, Gas Gas ha logrado hasta principios de 2007 28 victorias y 92 podios en competiciones mundialistas de trial y 24 victorias y 90 podios en competiciones mundialistas de enduro.

En 2022 debutaron en MXGP, fichando a Jorge Prado García para su debut.

## Exportación
Las motocicletas Gas Gas se exportan actualmente a muchos países de Europa y otras partes del mundo, incluyendo Australia, Nueva Zelanda, Canadá, República Dominicana, Sudamérica y los Estados Unidos.

## Modelos

### Enduro y motocross
Aunque los modelos EC ("Endurocross") y MC (motocross) son distribuidos a todo el mundo, Gas Gas manufactura modelos especializados para los Estados Unidos, como el XC ("Cross Country", producido de 1999 a 2002) y el DE ("Dealer Edition", producido de 2002 a 2006), exitosos intentos de adaptar el producto al mercado estadounidense.
Los modelos FSE y FSR tienen motor de inyección de cuatro tiempos y son similares en apariencia a los modelos EC.
En 2007 los modelos de la compañía fueron estandarizados al color rojo. Antes de esta fecha, cada color de la línea de modelos EC representaba una cilindrada:
- Amarillo - 125 c.c. y 200 c.c.

- Rojo - 50 c.c., 250 c.c., 400 c.c. y 450 c.c.

- Azul - 300 c.c., 450 c.c.

### Trial
Los modelos TXT son especialmente diseñados para trial y también usaban un código de color similar al de la línea EC.

### Quads
Los quads deportivos de Gas Gas se conocen por la marca Wild HP y se venden con motor de dos tiempos o de inyección de cuatro tiempos.
Antes de 2007, la línea Wild HP estaba disponible en azul o rojo, independientemente de la cilindrada. Desde 2007 la línea se ha estandarizado a negro.